# Пол Енквіст
Пол Енквіст (англ. Paul Enquist, 13 грудня 1955) — американський академічний веслувальник.
Олімпійський чемпіон 1984 року в складі парної двійки.